# Guinée aux Jeux olympiques d'été de 2020
La Guinée participe aux Jeux olympiques d'été de 2020 à Tokyo. Il s’agit de leur 12e participation aux Jeux d'été, auxquels ils n'ont jusqu'ici remporté aucune médaille.

## Polémique

### Annulation
Le 19 juillet 2021, la seule lutteuse menace de ne pas participer à la compétition si elle ne perçoit pas ses primes.
Le 21 juillet, deux jours avant le début des Jeux, la Guinée, qui devait envoyer une délégation de cinq athlètes, décide d'annuler sa participation à cause de la pandémie de Covid-19 : « En raison de la recrudescence de variants de la Covid-19 », le gouvernement, « soucieux de préserver la santé des athlètes guinéens, a décidé avec regret l'annulation de la participation de la Guinée » aux Jeux de Tokyo, a écrit le ministre des Sports, Sanoussy Bantama Sow, dans un courrier adressé au président du Comité olympique guinéen.

### Revirement
Le lendemain, une rencontre entre le comité olympique guinéen et le ministère des Sports, avec une collaboration de l'ambassade de Guinée au Japon, permet un revirement de la position de la Guinée qui participe finalement aux Jeux olympiques,.

## Athlètes engagés
| Sport      | Hommes | Femmes | Total |
| ---------- | ------ | ------ | ----- |
| Athlétisme | 0      | 1      | 1     |
| Judo       | 1      | 0      | 1     |
| Lutte      | 0      | 1      | 1     |
| Natation   | 1      | 1      | 2     |
| Total      | 2      | 3      | 5     |

## Résultats

### Athlétisme
La Guinée bénéficie d'une place attribuée au nom de l'universalité des Jeux. Aïssata Denn Conte disputera le 100 mètres féminin.
| Athlète            | Épreuve       | Tour préliminaire | Tour préliminaire | 1er tour | 1er tour | Demi-finale | Demi-finale | Finale   | Finale   |
| Athlète            | Épreuve       | Temps             | Rang              | Temps    | Rang     | Temps       | Rang        | Temps    | Rang     |
| ------------------ | ------------- | ----------------- | ----------------- | -------- | -------- | ----------- | ----------- | -------- | -------- |
| Aïssata Denn Conte | 100 m féminin | 12 s 43           | 7e                | Éliminée | Éliminée | Éliminée    | Éliminée    | Éliminée | Éliminée |

### Judo
| Athlète           | Compétition    | 1er tour                  | 2e tour             | Quart de finale     | Demi-finale         | Repêchage           | Finale              | Rang    |
| Athlète           | Compétition    | Adversaire Résultat       | Adversaire Résultat | Adversaire Résultat | Adversaire Résultat | Adversaire Résultat | Adversaire Résultat | Rang    |
| ----------------- | -------------- | ------------------------- | ------------------- | ------------------- | ------------------- | ------------------- | ------------------- | ------- |
| Mamadou Samba Bah | Moins de 73 kg | Tsogtbaatar Défaite 00-10 | Éliminé             | Éliminé             | Éliminé             | Éliminé             | Éliminé             | Éliminé |

### Lutte
En avril 2021, Fatoumata Yarie Camara obtient sa qualification pour les Jeux olympiques lors d'un tournoi de qualification Afrique/Océanie au Maroc.
| Athlète                | Compétition  | Huitièmes de finale | Quarts de finale    | Demi-finales        | Repêchage              | Finale 3e place Classement | Finale 3e place Classement |
| Athlète                | Compétition  | Adversaire Résultat | Adversaire Résultat | Adversaire Résultat | Adversaire Résultat    | Adversaire Résultat        | Rang                       |
| ---------------------- | ------------ | ------------------- | ------------------- | ------------------- | ---------------------- | -------------------------- | -------------------------- |
| Fatoumata Yarie Camara | 57 kg femmes | Kawai Défaite 1-3   | Non qualifiée       | Non qualifiée       | Khongorzul Défaite 0-4 | Éliminée                   | 12e                        |

### Natation
| Athlète       | Épreuve                  | Séries  | Séries  | Demi-finales | Demi-finales | Finale  | Finale  |
| Athlète       | Épreuve                  | Temps   | Rang    | Temps        | Rang         | Temps   | Rang    |
| ------------- | ------------------------ | ------- | ------- | ------------ | ------------ | ------- | ------- |
| Mamadou Bah   | 50 m nage libre masculin | 26 s 52 | 61e     | Éliminé      | Éliminé      | Éliminé | Éliminé |
| Mariama Touré | 100 m brasse féminin     | Forfait | Forfait | Forfait      | Forfait      | Forfait | Forfait |